# Adolf Meyer (arquiteto)
Adolf Meyer (Mechernich, 17 de junho de 1881—Baltrum, 14 de julho de 1929) foi um arquiteto alemão. Cursou os seus estudos na Escola de Arte de Düsseldorf. Foi professor na Bauhaus (1919—1925), uma das vanguardas do Movimento Moderno arquitetônico.
Em 1926 foi designado arquiteto municipal de Frankfurt, onde realizou a maior parte das suas obras.
As suas obras mais reconhecidas foram as realizadas junto a Walter Gropius, com o que colaborou na Fábrica Fagus (1910—1911) e no Teatro Municipal de Jena (1922—1923).